# عقوبة الإعدام في الهند
الهند تطبق عقوبة الإعدام لعدد من الجرائم الخطيرة. منذ عام 1995 سمحت المحكمة العليا في الهند بتنفيد عقوبة الإعدام في 5 حالات فقط بينما مجموع الأحكام التي إتخذتها الهند منذ عام 1991 كانت 26 حكم بالإعدام.
ألغت المحكمة العليا في ميثو في ولاية بنجاب المادة رقم 303 من قانون العقوبات الهندي والذي ينص على عقوبة الإعدام الإلزامية للمجرمين الذين يقضون حكما بالسجن مدى الحياة. عدد الأشخاص الذين أعدموا في الهند منذ الاستقلال في عام 1947 هو موضع خلاف.تزعم الإحصائيات الحكومية الرسمية أن 52 شخص فقط قد أعدموا منذ الاستقلال. مع ذلك، تقارير الاتحاد الشعبي للحريات المدنية يشير إلى أن العدد الفعلي لعمليات الإعدام هو في الواقع أعلى من ذلك بكثير، لأنها اكتشفت سجلات تشير إلى ان حالات الإعدام بين عامي 1953-1963 فقط كانت حوالي 1422 حالة إعدام. تقارير الجامعة الوطنية للقانون تشير إلى ان منذ عام 2000 وجد أن حوالي 1,617 سجين محكوم عليهم بالإعدام من قبل المحاكم الابتدائية في الهند، تم تأكيد عقوبة الإعدام في 71 حالة فقط كانو 1,414 سجين. أكد إن إل يو دلهي ان عمليات الإعدام منذ عام 1974 كانت 755 عملية. تقارير جامعة القانون الوطني تشير إلى عدد السجناء الذين أعدموا في القائمة المتاحة من المدانين شنقوا في مرحلة ما بعد الاستقلال منذ عام 1947. وفقا لتقرير لجنة القانون في الهند (1967) ان العدد الإجمالي لحالات تنفيذ حكم الإعدام في الهند بين عامي 1953-1963 كانت 1410.
في ديسمبر 2007، صوتت الهند ضد قرار الجمعية العامة للأمم المتحدة الذي يدعو إلى وقف تنفيذ عقوبة الإعدام. في نوفمبر 2012، أيدت الهند مرة أخرى موقفها بشأن عقوبة الإعدام بالتصويت ضد مشروع قرار الجمعية العامة للأمم المتحدة والتي تسعى لحظر عقوبة الإعدام.
في 31 آب عام 2015، قدمت لجنة القانون الهند تقريرا إلى الحكومة التي أوصت بإلغاء عقوبة الإعدام بالنسبة لجميع الجرائم في الهند، باستثناء جريمة شن حرب ضد الأمة أو الجرائم التي تتعلق بالإرهاب. واشار التقرير إلى عدة عوامل لتبرير إلغاء عقوبة الإعدام، منها إلغاء من قبل 140 دولة أخرى، وان تطبيقه تعسفي ومن عيوبه انه يفتقر إلى ان يكون له أي تأثير رادع وقوي على المجرمين.